# Kanton Ornans
Ornans is een kanton van het Franse departement Doubs. Het kanton maakt deel uit van de arrondissementen Besançon (39) en Pontarlier (21).

## Gemeenten
Het kanton Ornans omvatte tot 2014 de volgende 26 gemeenten:
- Amathay-Vésigneux
- Bonnevaux-le-Prieuré
- Chantrans
- Charbonnières-les-Sapins
- Chassagne-Saint-Denis
- Châteauvieux-les-Fossés
- Durnes
- Échevannes
- Foucherans
- Guyans-Durnes
- L'Hôpital-du-Grosbois
- Lavans-Vuillafans
- Lods
- Longeville
- Malbrans
- Mérey-sous-Montrond
- Montgesoye
- Mouthier-Haute-Pierre
- Ornans (hoofdplaats)
- Saules
- Scey-Maisières
- Tarcenay
- Trépot
- Villers-sous-Montrond
- Voires
- Vuillafans

Na de herindeling van de kantons bij decreet van 25 februari 2014 met uitwerking op 22 maart 2015 omvatte het kanton 65 gemeenten.
Op 1 januari 2016 werd de gemeente Bonnevaux-le-Prieuré toegevoegd aan de gemeente Ornans die daarmee het statuut van commune nouvelle kreeg.
Op 1 januari 2017 werd de gemeente Charbonnières-les-Sapins ( samen met de gemeente Verrières-du-Grosbois ) toegevoegd aan de gemeente Étalans uit het kanton Valdahon die daarmee het statuut van commune nouvelle kreeg. Het decreet van 7 november 2019 wijzigde de grens van het kanton waardoor Chabonnières-les-Sapins werd overgeheveld naar het kanton Valdahon.
Ook op 1 januari 2017 werd de gemeente Labergement-du-Navois toegevoegd aan de gemeente Levier uit het kanton Frasne die daarmee het statuut van commune nouvelle kreeg. Het decreet van 7 november 2019 wijzigde de grens van het kanton waardoor Labergement-du-Navois werd overgeheveld naar het kanton Frasne.
Op 1 januari 2019 de gemeenten Tarcenay en Focherans samengevoegd tot de fusiegemeente (commune nouvelle) Tarcenay-Foucherans.
Op 1 januari 2022 werden de gemeenten Mérey-sous-Montrond en Villers-sous-Montrond samengevoegd tot de fusiegemeente (commune nouvelle) Les Monts-Ronds.
Sindsdien omvat het kanton volgende 60 gemeenten :
- Les Alliés
- Amancey
- Amathay-Vésigneux
- Amondans
- Arçon
- Arc-sous-Cicon
- Aubonne
- Bians-les-Usiers
- Bolandoz
- Bugny
- Cademène
- Chantrans
- Chassagne-Saint-Denis
- Châteauvieux-les-Fossés
- La Chaux
- Cléron
- Crouzet-Migette
- Déservillers
- Durnes
- Échevannes
- Éternoz
- Évillers
- Fertans
- Flagey
- Gevresin
- Gilley
- Goux-les-Usiers
- Hauterive-la-Fresse
- L'Hôpital-du-Grosbois
- Lavans-Vuillafans
- Lizine
- Lods
- Longeville
- La Longeville
- Maisons-du-Bois-Lièvremont
- Malans
- Malbrans
- Montbenoît
- Montflovin
- Montgesoye
- Montmahoux
- Les Monts-Ronds
- Mouthier-Haute-Pierre
- Nans-sous-Sainte-Anne
- Ornans
- Ouhans
- Renédale
- Reugney
- Saint-Gorgon-Main
- Sainte-Anne
- Saraz
- Saules
- Scey-Maisières
- Septfontaines
- Silley-Amancey
- Sombacour
- Tarcenay-Foucherans
- Trépot
- Ville-du-Pont
- Vuillafans